# 島津久薫
島津 久薫（しまづ ひさただ、寛永10年11月18日（1633年12月18日） - 貞享3年1月17日（1686年2月9日））は、江戸時代前期の薩摩藩士。加治木島津家第2代当主。
幼名は熊千代。通称は又八郎、兵庫頭。初名は忠昌、忠淳。

## 略歴
寛永10年（1633年）11月18日、島津忠朗の子として生まれる。寛文11年（1671年）、藩主世子島津綱久の次男久住（久季）を養子に迎える。延宝4年（1676年）2月16日、父忠朗が没し、同年10月9日に家督相続を許され、加治木領1万7800石の領主となる。
貞享3年（1686年）1月17日没。享年54。家督は養子の久住（久季）が相続した。

## 系譜
- 父：島津忠朗
- 母：島津忠栄の娘
- 正室：酉 - 島津光久の三女
- 養子：島津久季 - 島津綱久の次男